# Aciachne flagellifera
Aciachne flagellifera là một loài thực vật có hoa trong họ Hòa thảo. Loài này được Laegaard mô tả khoa học đầu tiên năm 1987.